# Panteó d'Homes Il·lustres de Madrid
El Panteó d'Espanya (anteriorment conegut per Panteó d'Homes Il·lustres de Madrid), és un edifici d'estil neobizantí obra de l'arquitecte Fernando Arbós y Tremanti a Madrid. Està situat al barri de Pacífico (districte de Retiro), entre el carrer de Julián Gayarre, pel qual té l'entrada, i el passeig de la Reina Cristina, al costat de la Basílica de Nuestra Señora de Atocha.

## Història

### El primer panteó

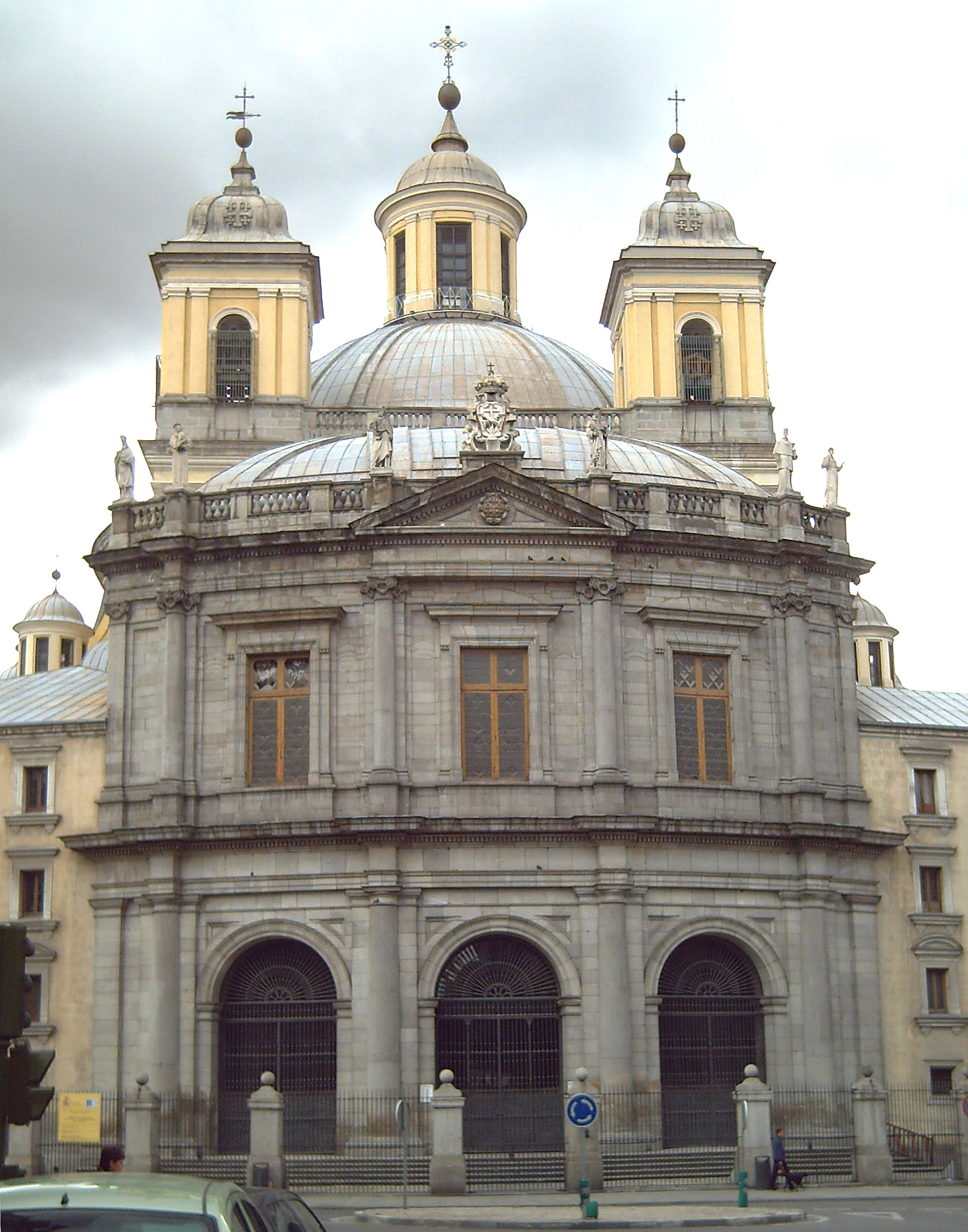
Basílica de San Francisco el Grande.

El 6 de novembre de 1837 les Corts Generals van votar el projecte per convertir l'església de San Francisco el Grande en Panteó Nacional d'Homes Il·lustres, que acolliria les restes mortals dels personatges considerats d'especial rellevància en la història d'Espanya, que serien escollits per les Corts passats cinquanta anys de la seva defunció. Quatre anys després, en 1841, la Reial Acadèmia de la Història va ser encarregada de proposar una primera llista de personatges que havia d'albergar el panteó, però no va ser fins al 31 de maig de 1869 quan es va nomenar una comissió a la qual es va donar un mes per localitzar les restes. Aquesta comissió estava integrada per Fernández de los Ríos, Salustiano de Olózaga Almandoz, Fermín Caballero, Hartzenbusch, Ruiz Aguilera, Silvela, Estanislau Figueras, Pere Borrell i Antonio Gisbert.
No van poder ser trobats, i es van donar per perdudes, les despulles de Cervantes, Lope de Vega, Lluís Vives, Antonio Pérez, Juan de Herrera, Velázquez, Jordi Joan i Santacília, Claudio Coello, Tirso de Molina, Juan de Mariana i Agustín Moreto. També es buscaren les despulles de Pelai I, el Cid, Guzmán El Bueno, Murillo, Juan de Juanes, Francisco Vallés, Pedro Melo de Portugal, Jovellanos, el comte de Campomanes, el comte de Floridablanca i Goya. Finalment, el 20 de juny de 1869, es va inaugurar el panteó. Formant una comitiva de cinc quilòmetres, van desfilar les carrosses fúnebres acompanyades per bandes de música, unitats de l'Exèrcit i de la Guàrdia Civil, estudiants, religiosos, polítics i intel·lectuals. Es van disparar cent salves de canó i en entrar les restes en la basílica es van encendre tres grans llums.
Les restes que va acollir aquest primer panteó van ser els dels poetes Juan de Mena, Garcilaso de la Vega i Alonso de Ercilla; el militar Federico Gravina; l'humanista Ambrosio de Morales; el Justícia Major d'Aragó Juan de Lanuza; els escriptors Francisco de Quevedo i Pedro Calderón de la Barca; el polític Zenón de Somodevilla y Bengoechea (Marquès de la Ensenada) i els arquitectes Ventura Rodríguez i Juan de Villanueva.
Les restes van ser dipositades en una capella i anys després retornats als seus llocs d'origen, amb el que es va tancar per un temps la idea de crear un panteó nacional.

### El panteó actual

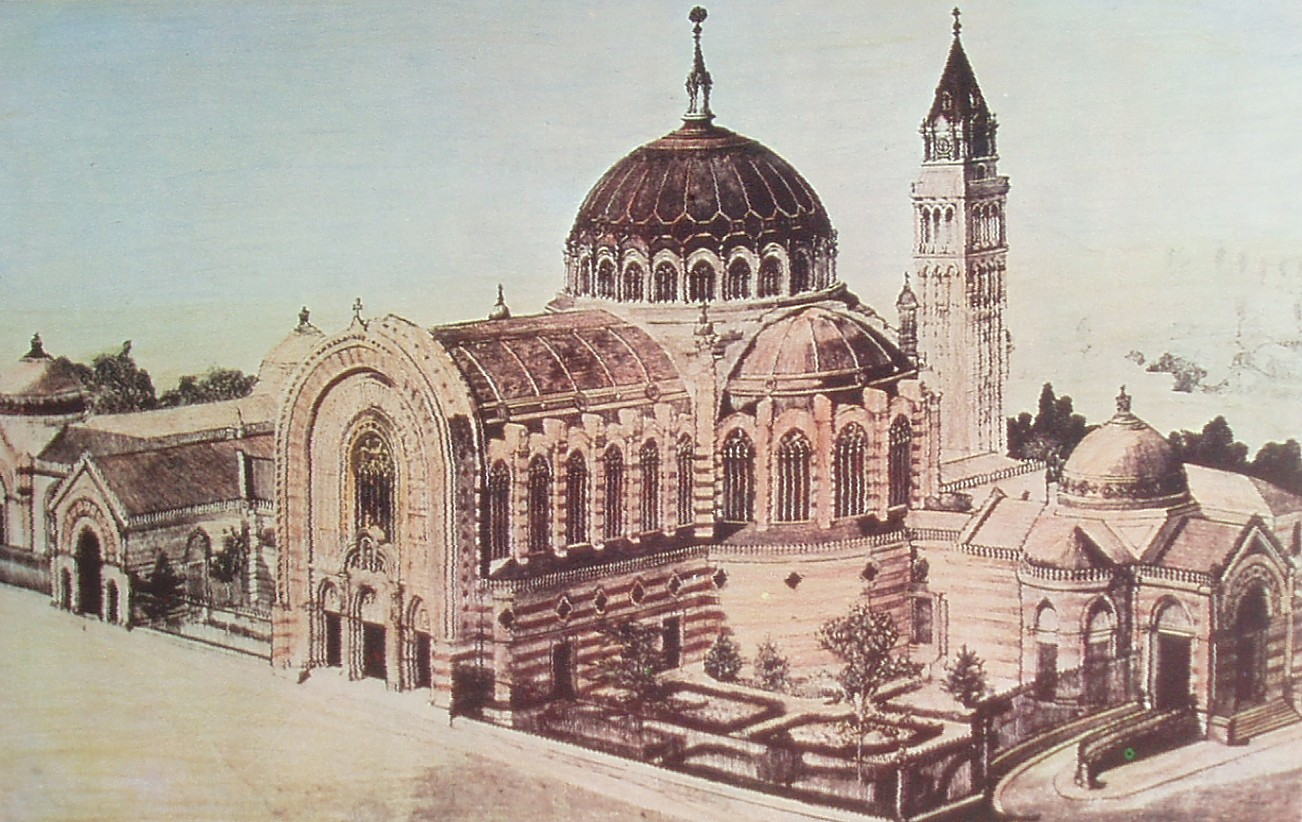
Projecte original de Fernando Arbós y Tremanti per a la Reial Basílica de Nuestra Señora de Atocha i el Panteó d'Homes Il·lustres.

Després de la Guerra del Francès, el convent de Nuestra Señora de Atocha, que havia estat ocupat per les tropes franceses en 1808, va quedar molt deteriorat. No obstant això, els dominics van tornar a ocupar-lo fins a ser exclaustrats en 1834, data en què van abandonar definitivament l'edifici, ja pràcticament en ruïnes. El convent va passar a ser caserna d'Invàlids, per la qual cosa diversos directors seus hi van ser enterrats, entre ells José de Palafox, Francisco Javier Castaños, Manuel Gutiérrez de la Concha i Joan Prim, a més del polític Antonio de los Ríos Rosas.

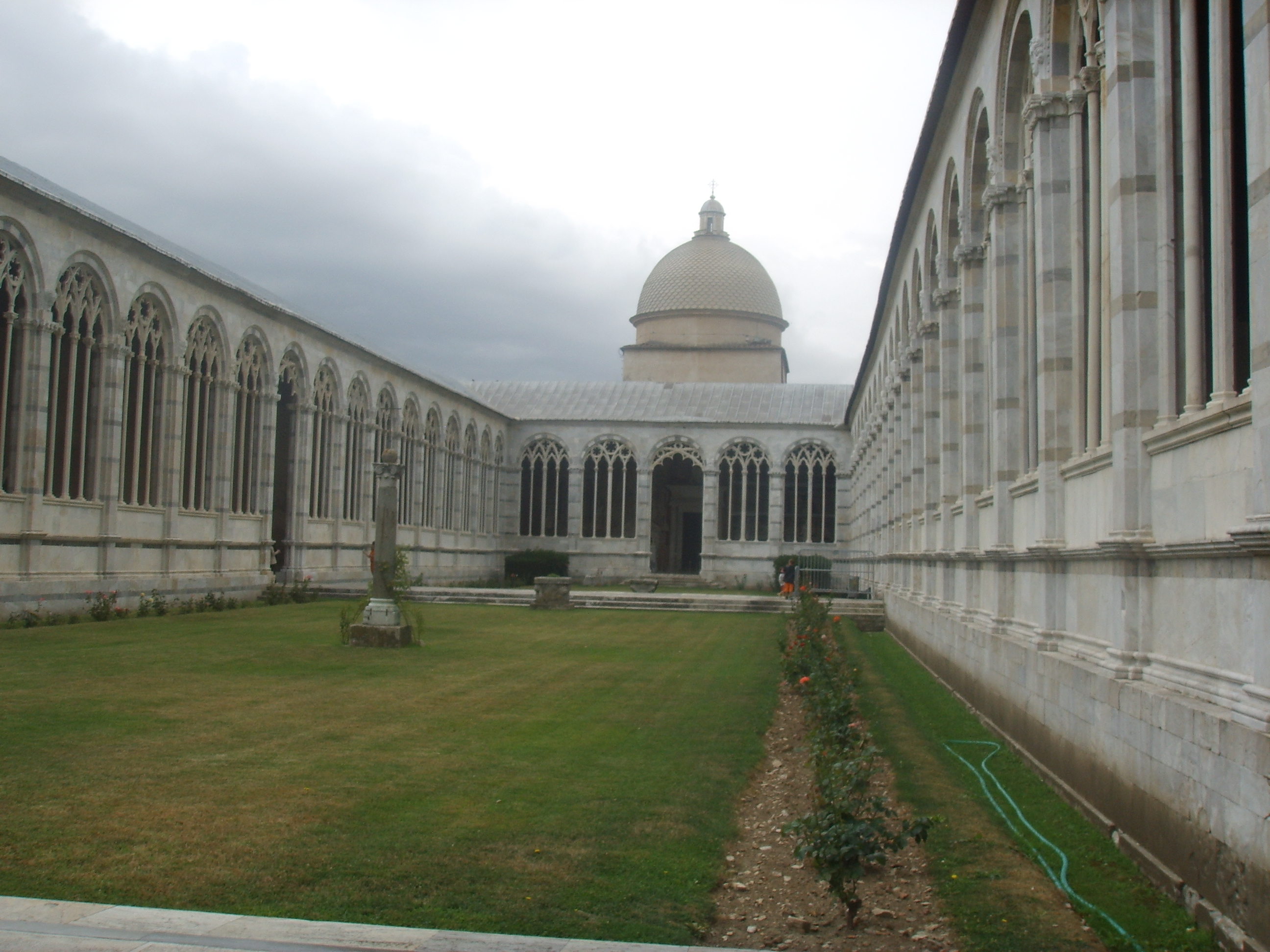
Cementiri de la plaça del Duomo de Pisa, en el que s'inspira el projecte d'Arbós.

A causa d'aquests enterraments ja existents, la reina regent Maria Cristina, vídua del rei Alfons XII, va decidir que la basílica que s'havia de construir en substitució de l'antiga, tingués annex un panteó que donés acollida a aquestes restes. Es va convocar un concurs públic i en 1890 es va triar guanyador el projecte que, sota el títol Nigra sum sed fermosa, havia presentat l'arquitecte Fernando Arbós y Tremanti. El conjunt, d'estil neobizantí, incloïa un campanile italià, que va albergar un rellotge de quatre esferes i tres campanes, i el panteó, que tenia caràcter de claustre de la basílica i s'inspirava en el cementiri de l Plaça del Duomo de la ciutat italiana de Pisa. El projecte era molt ambiciós doncs la basílica estava destinada a ser el temple de la Cort i seu de les cerimònies religioses reials.
En 1891 es va començar a construir el projecte, del que fet i fet només s'alçarien el panteó i el campanile. El panteó es va erigir entre 1892 i 1899, donant-se les obres per concloses en aquest últim any per ser d'una despesa elevada. El claustre/panteó és de planta quadrada, amb tres galeries amb arcades i vidrieres i dues cúpules semiesfèriques en les cantonades. Sobre la porta d'entrada hi ha un frontó. A l'interior hi ha un petit jardí on se situa el mausoleu conjunt. Les galeries tenen cadascuna una porta central per la qual es pot accedir al jardí. Tot el conjunt està envoltat per un reixat de ferro.
En 1901 s'hi van traslladar les restes de Palafox, Castaños, Concha, Prim i Ríos Rosas. Les restes de Palafox van ser traslladades en 1958 a la Basílica del Pilar de Saragossa i les de Castaños a l'Església Parroquial de l'Encarnació de Bailén en 1963.
En anys posteriors van rebre sepultura en el nou emplaçament les restes dels polítics Francisco Martínez de la Rosa, Diego Muñoz-Torrero, Juan Álvarez Mendizábal, José María Calatrava, Salustiano de Olózaga Almandoz, Agustín Argüelles Álvarez, Antonio Cánovas del Castillo, Práxedes Mateo Sagasta, Eduardo Dato e Iradier i José Canalejas y Méndez.
En 1924, sense seguir el projecte original de Arbós, es va començar la construcció de la nova església dels dominics, per a això el rei Alfons XIII va cedir els terrenys necessaris, encomanant a la comunitat la cura del campanile i del panteó, avui dia pertanyents a Patrimoni Nacional. Entre els anys trenta i finals dels vuitanta, el panteó va estar en estat d'abandó. En 1970, en el terreny que quedava lliure entre tots dos elements, es va construir el col·legi Nuestra Señora de Atocha, deixant aïllat el campanile, que ja no és accessible. A la fi dels vuitanta, Patrimoni Nacional va procedir a la restauració i obertura al públic del panteó, i en 2003 es van restaurar els mosaics interiors. Els arquitectes Álvaro Siza i Juan Miguel Hernández de León, dins del seu pla Trajineros de remodelació de l'eix Prado-Recoletos, que encara no s'havien començat a dur-se a terme en juliol de 2007, van proposar demolir el col·legi per donar major visibilitat al panteó.

## Monuments funeraris

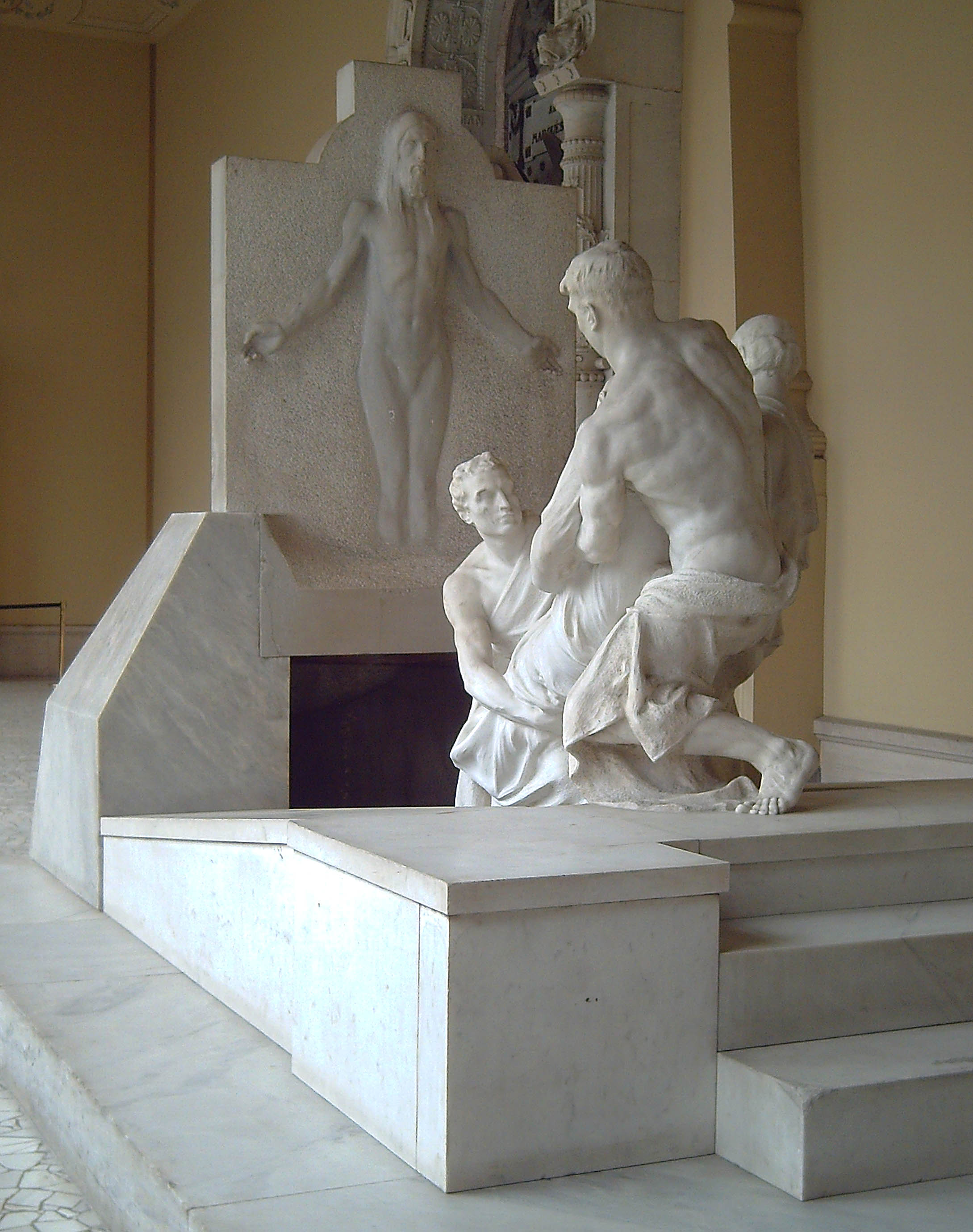
Canalejas.

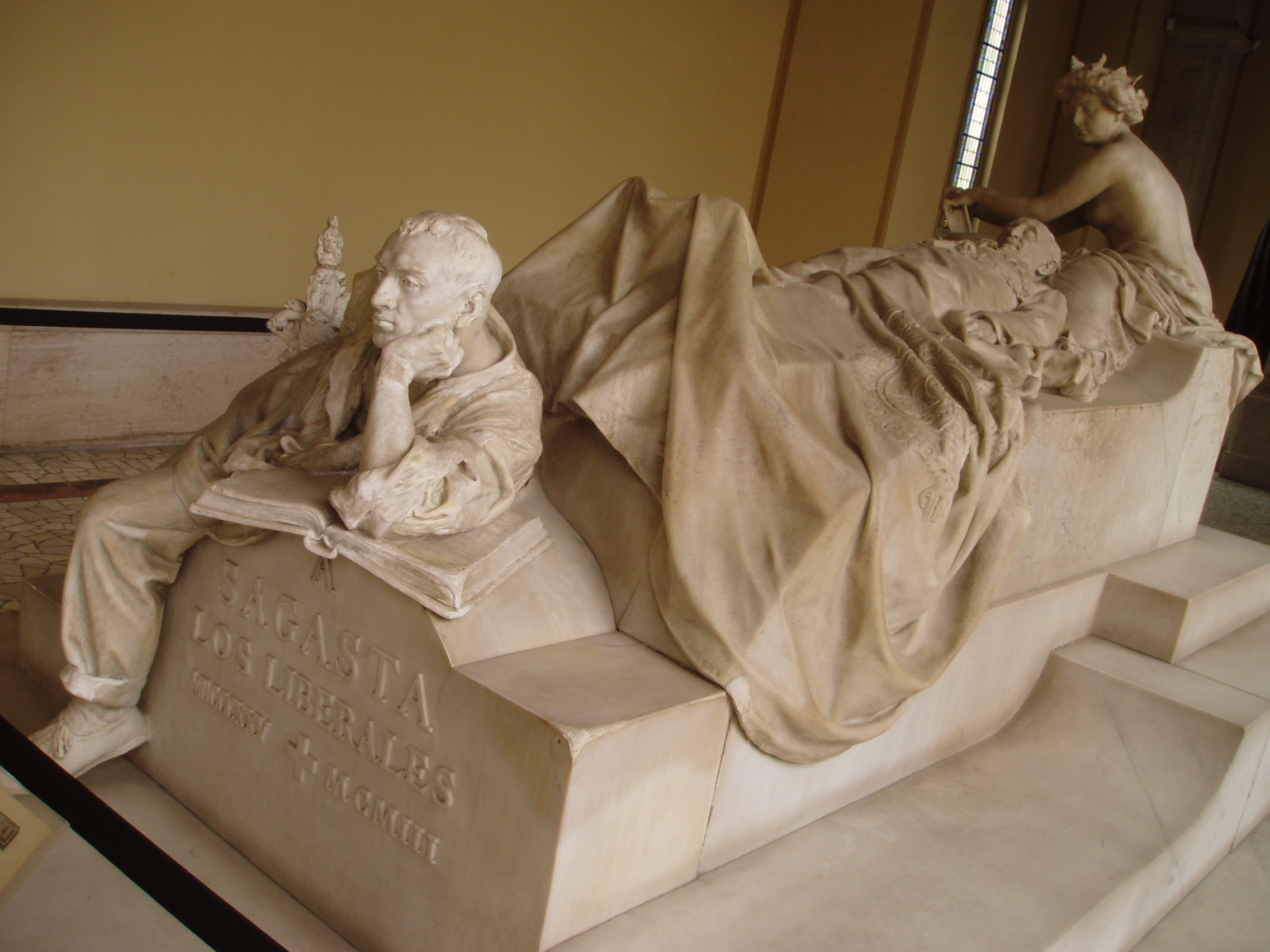
Sagasta.

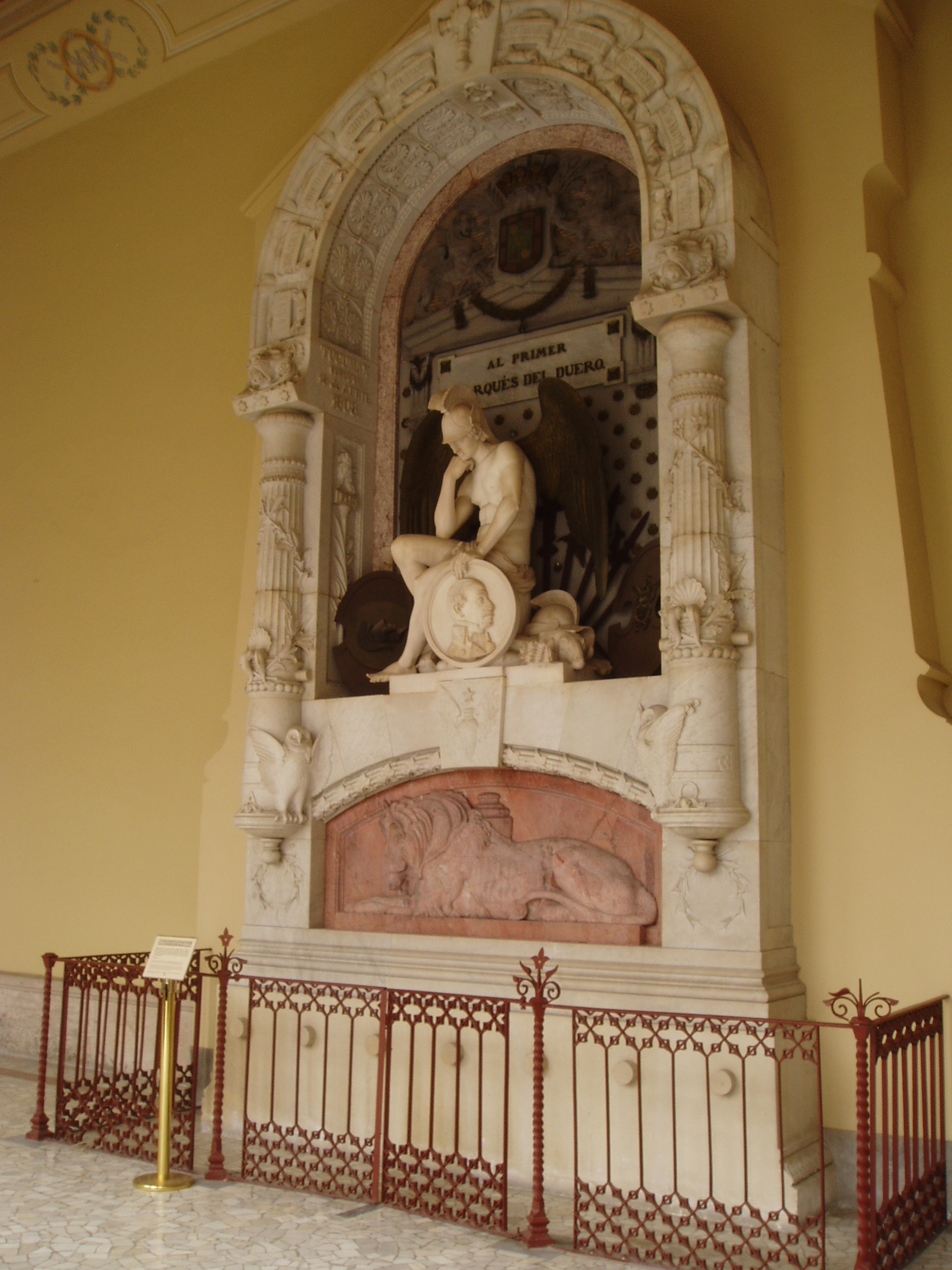
Concha.

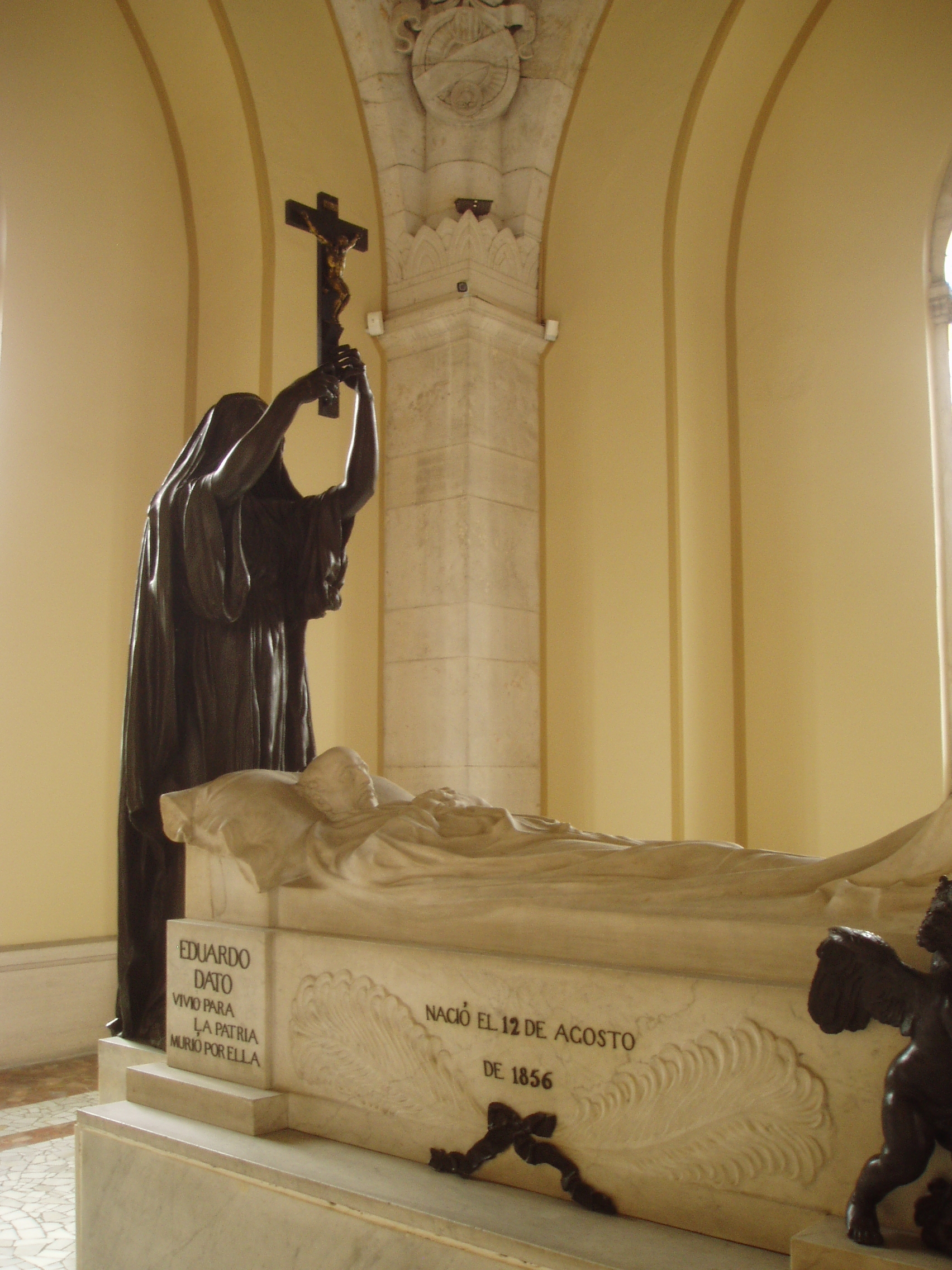
Dato.

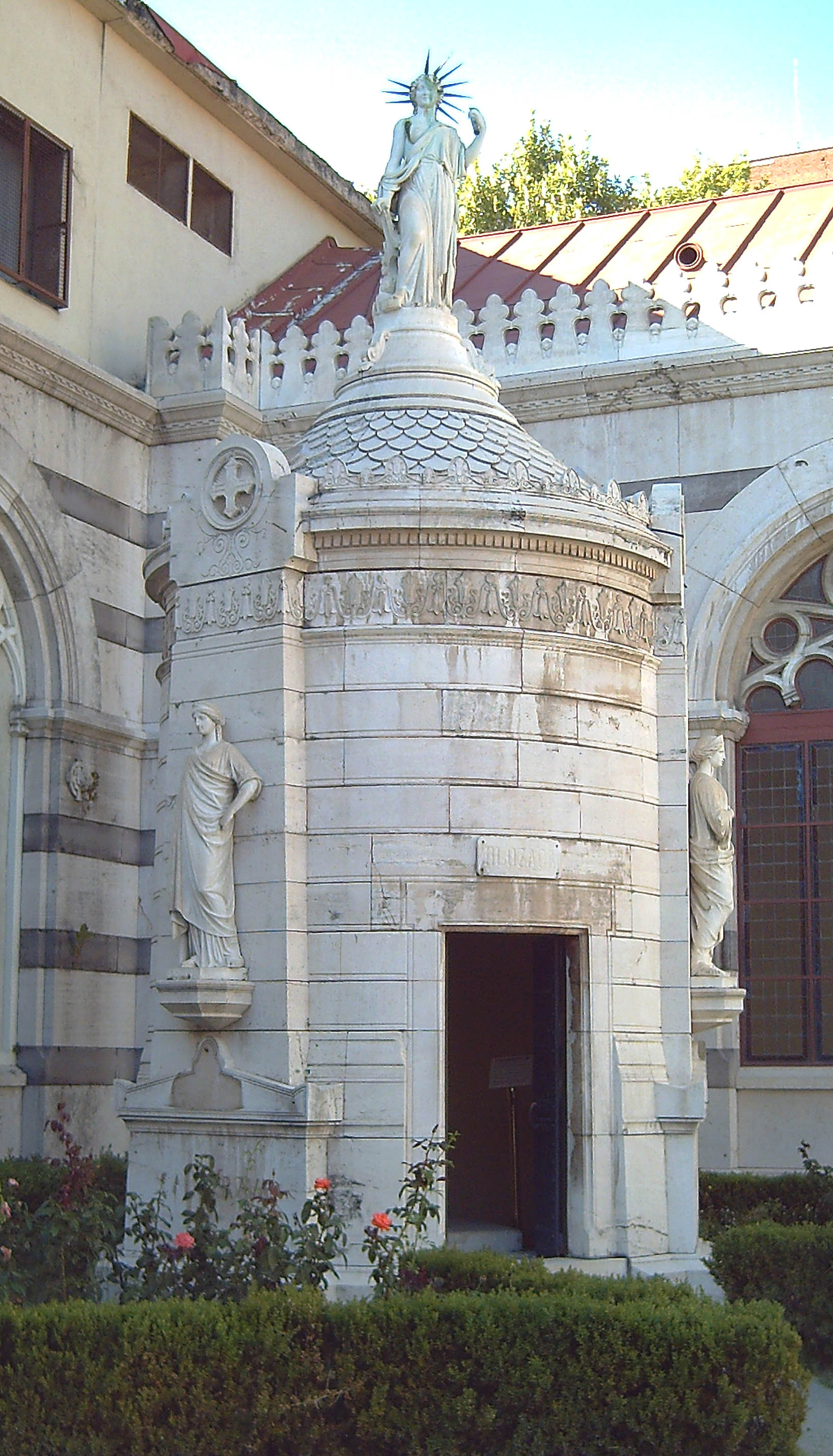
Mausoleu Conjunt.

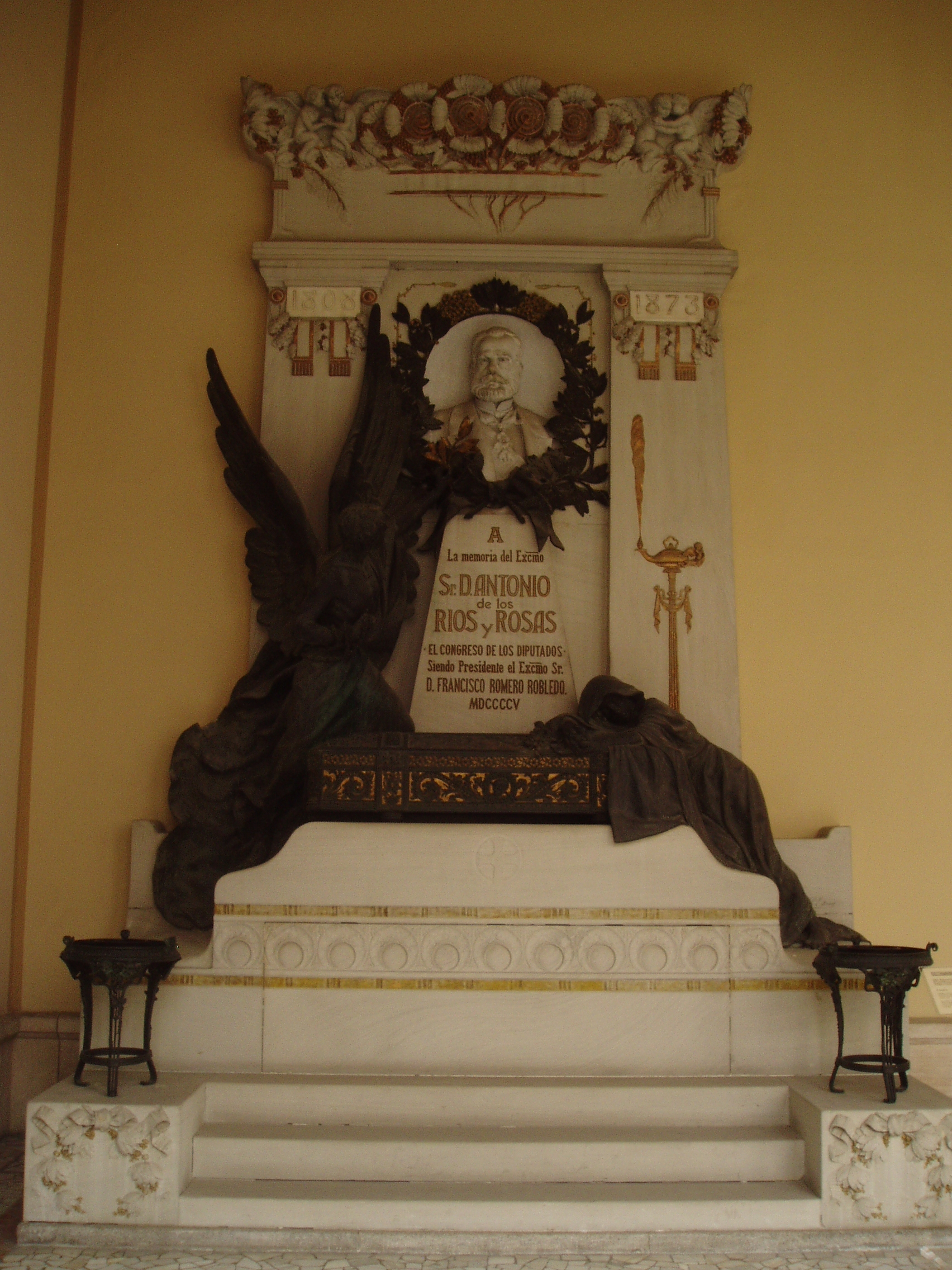
Ríos Rosas.

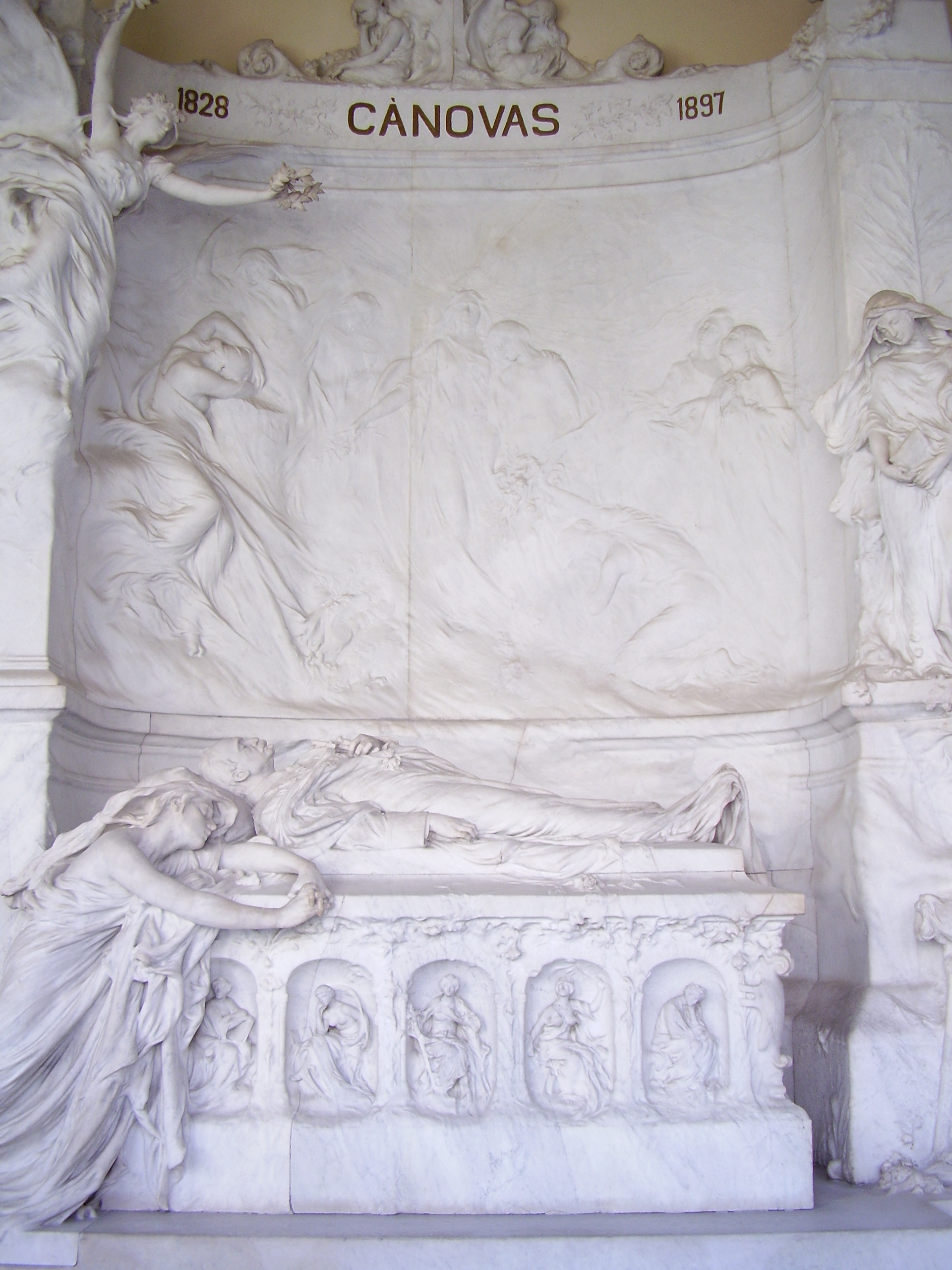
Cánovas.

- José Canalejas y Méndez, obra de Marià Benlliure. Sobre una base de marbre blanc, dos homes i una dona, esculpits en el mateix material, traslladen el cos del polític assassinat cap al seu sepulcre, de manera similar a com en algunes obres es representa el trasllat de Crist, la figura del qual apareix amb els braços oberts rebent el cadàver. En la part posterior, sota una creu, dues garlandes amb fulles de llorer i alzina, símbol de la immortalitat.

- Manuel Gutiérrez de la Concha, marquès del Duero, d'Arturo Mélida y Alinari i Elías Martín. El sepulcre, mural, sembla un retaule, amb un arc sota el qual apareix Mart, el déu de la guerra, que, amb casc i actitud meditabunda, sosté un medalló amb el bust en relleu de Gutiérrez de la Concha; el arcosoli inferior apareix vetllat o protegit per un lleó, símbol de la immortalitat. El sepulcre és obra de Mélida i l'estàtua del déu de Martín. Originalment situat en l'antiga basílica, va ser traslladat al panteó en 1902.

- Práxedes Mateo Sagasta (1904), de Marià Benlliure. Realitzat en marbre, el cos jacent del polític, amb el toisó d'or, té en la seva capçalera a la Història, representada per una jove que tanca un llibre. Als peus un obrer, símbol del poble, descansa recolzat sobre els Evangelis, com a símbol de la veritat. Porta a la mà dreta una espasa amb la Justícia esculpida en l'empunyadura i una branca d'olivera, símbol de la pau, sobre la fulla.

- Eduardo Dato e Iradier, de Marià Benlliure, en marbre i bronze. Una dona de dol alça una creu sobre l'efígie jacent del polític, mentre als peus d'aquest dos amorets flanquegen l'escut d'Espanya.

- Antonio de los Ríos Rosas (1905), obra de Pedro Estany. Un altre sepulcre mural, tipus retaule. Sobre una base de marbre, el sarcòfag en bronze del difunt, a l'efígie del qual, esculpida una mica més a dalt, un geni alat ofereix una branca de llorer. Una dona plora abraçada al fèretre.

- Antonio Cánovas del Castillo (1906), d'Agustí Querol i Subirats. També és de tipus retaule i tot de marbre blanc. Cánovas reposa sobre un sarcòfag en el front del qual apareixen una jove abraçada i sis virtuts: Temprança, Saviesa, Justícia, Eloqüència, Prudència i Constància. Sobre el fons estan representats Crist ressuscitat i la Pàtria, la Història i l'Art ploren la mort del polític. Fa 8 m d'ample, 7 d'alt i 2'78 de fons.

- Mausoleu Conjunt (1857, traslladat al jardí del panteó en 1912), de Federico Aparici, Ponciano Ponzano i Sabino Medina. Denominat Monument a la Llibertat, està format per un cos cilíndric cobert per una teulada cònica, rematat per una al·legoria de la Llibertat esculpida per Ponzano. Tres estàtues de Medina, representant la Puresa, el Govern i la Reforma, es recolzen sobre els sarcòfags de Mendizábal, Argüelles i Calatrava, para les restes dels quals estava destinat el monument, encara que després va acollir també els de Muñoz-Torrero, Martínez de la Rosa i Olózaga. Va ser inaugurat, per subscripció popular, el 20 de febrer de 1857 en el desaparegut cementiri de San Nicolás i traslladat al panteó en 1912.

## Personatges enterrats al panteó
- Manuel Gutiérrez de la Concha
- Antonio de los Ríos Rosas
- Francisco Martínez de la Rosa
- Diego Muñoz-Torrero
- Juan Álvarez Mendizábal
- José María Calatrava
- Salustiano de Olózaga Almandoz
- Agustín Argüelles Álvarez
- Antonio Cánovas del Castillo
- Práxedes Mateo Sagasta
- Eduardo Dato e Iradier
- José Canalejas y Méndez

## Ubicació i transport
Pertany al districte de Retiro dins del barri de Pacífico.
Al Panteó s'accedeix pel carrer de Julián Gayarre, número 3 (cantonada al passeig de la Reina Cristina, número 4). Es pot arribar els següents mitjans de transport:
- Autobús. 10, 14, 26, 32, C1 (parada en el passeig de la Reina Cristina, número 4) i 24, 37, 54, 57, i, 141, (parada en l'Avinguda de la Ciudad de Barcelona, número 6).
- Metro: Estació d'Atocha Renfe (sortida Alfonso XII) i Estació de Menéndez Pelayo (sortida Gutemberg), de la línia 1.
- Rodalies. Estació Atocha.